# أوزباكنافتوغاز
الشركة الوطنية القابضة أوزباكنافتوجاز هي شركة قابضة مملوكة للدولة لصناعة النفط والغاز في أوزبكستان .
قامت الشركة بعمل اتحاد كوريا الوطنية للنفط، شركة الصين الوطنية للبترول وشركة لوك أويل لاستكشاف وتطوير حقول الغاز المكثف في بحر آرال. في شباط / فبراير 2008 ، أوزباكنافتوجاز و كونسورتيوم تقوده كوريا غاز كوربوريشن تأسيس مشروع مشترك Uz-Kor الغاز الكيميائية لتطوير حقل غاز سورجل, تحتوي على حوالي 133 بليون متر مكعب (4.7×1012 قدم3) من الغاز الطبيعي ، وبناء مجمع أستريت الغاز الكيميائية . فإنه سيتم إنتاج 4 بليون متر مكعب (140×109 قدم3) من الغاز سنويا حوالي 500 ، 000 طن سنويا من البلاستيك فضلا عن 100 ، 000 طن من البنزين وهي مشتقة باعتباره منتج ثنائي في هذه العملية.
جنبا إلى جنب مع شركة كورية أخرى ، شركة النفط الوطنية الكورية ، تستكشف أوزباكنافتوجاز حقلي نفط نامانغان-ترغاتشي وتشوست باب في شرق أوزبكستان.  في أغسطس 2008 ، وقعت اتفاقية تعاون مع بتروفيتنام .  كما تتعاون مع لوك أويل في مشروع حواسك شادي كونجراد لتطوير عدة حقول للغاز الطبيعي في أوزبكستان .  
تمتلك أيضاً مع شركة البترول الوطنية الصينية وتدير القسم الأوزبكي من خط أنابيب الغاز في آسيا الوسطى والصين .  لديهم أيضا مشروع مشترك لتطوير حقل مينغبولاك النفطي. 
بالتعاون مع ساسول وبتروناس، تقوم الشركة بتطوير أوزباكستان جي تي ال ، وهو مشروع لتحويل الغاز إلى سوائل (GTL).  
بالإضافة إلى ذلك ، لدى الشركة اتفاقية مشاركة في الإنتاج مع شركة غاز بروم بشأن التنقيب عن الغاز ، والمشاريع المشتركة مع برستا هولدنج بشأن إنتاج زيوت المحركات ومواد التشحيم ، ومع أريستون ثيرمو بشأن إنتاج غلايات التدفئة.

## روابط خارجية
- موقع الشركة